# Mads Øvlisen
Mads Øvlisen (født 9. marts 1940 i København) er en dansk jurist, advokat og erhvervsmand, der fra 1981 til 2000 var administrerende direktør for Novo Nordisk.

## Karriere
Mads Øvlisen er cand.jur. fra Københavns Universitet i 1966, advokat i 1970, og MBA fra Stanford University Graduate School of Business i 1972.
Han blev i 1972 ansat i Novo Industri A/S, som han i 1981 blev administrerende direktør for. I forbindelse med Novo Industris fusion med Nordisk Gentofte, fortsatte Øvlisen som direktør for det nye selskab frem til 2000. Det var Øvlisen, der fik idéen til virksomhedens opsplitning samme år, hvor udviklingen af enzymer blev udskilt i selskabet Novozymes, ligesom det var ham der introducerede miljøregnskab og socialt regnskab i virksomheden. I 1997 lancerede han den tredobbelte bundlinje i Novo Nordisk, hvor regnskabstal, miljøhensyn og social adfærd blev regnet sammen. Det havde man ikke før set i danske virksomheder. Frem til 2006 var han bestyrelsesformand for Novo Nordisk A/S og medlem af Novo Nordisk Fondens bestyrelse.
1980-1985 medlem af bestyrelsen for Bang & Olufsen, 1990-2008 medlem  af bestyrelsen i Lego A/S, fra 1996 formand. Han var formand for Det Kongelige Teaters bestyrelse 2000-2007 og fra 2007-2011 formand for Kunstrådet. Formand for Rådet for Samfundsansvar 2009-2012. Medlem af Berlingske Fonds bestyrelse 2009. Hen blev adjungeret professor i virksomheders sociale ansvar ved CBS. 2006 -2018 The United Nations Global Compact Board, New York, UNOPS Strategic and Advisory Committee 2012-2018, formand for Mæglings- og klageinstitutionen for Ansvarlig Virksomhedsadfærd 2012 -  Øvlisen har været formand for The Copenhagen Center for Social Responsibility og medstifter af European Academy for Society in Business. Crown Prince Frederik Fund 2013-
I 2011 udgav han bogen Heartcore om hans ledelsesstil. Forfatteren Kirsten Jacbosen skrev desuden biografien mads@novo.dk om ham i 2001.

## Hæder
Mads Øvlisen blev udnævnt til kommandør af Dannebrog i 2004 og har endvidere modtaget den italienske fortjenstorden.
Øvlisen er tildelt Dansk Designs årspris 1990, Tietgen-medaljen 2009, CSR Honor Award 2011, æresalumne på Københavns Universitet 2011, CSR Yoda ARD og CBS  i 2012.

## Privatliv
I 2011 købte familien Øvlisens en 435 kvadratmeter stor ejendom fra 1919 på Dronninggårds Allé i Holte for 22 mio. kr. Villaen var blevet brugt som Mads Skjern og familiens bolig i tv-serien Matador.